# 세르베트 체틴
세르베트 체틴(Servet Çetin, 1981년 3월 17일, 이디르 주 이디르 ~ )은 수비수로 활동했던 튀르키예의 전 축구 선수이다. 큰 키(192cm) 때문에 세트플레이에 강한 세르베트는 코너킥에 골을 넣는 장면을 자주 보여주는 선수이기도 하다. 이스탄불의 라이벌 팀인 갈라타사라이와 페네르바흐체 두 팀에서 뛴 경력이 있다.

## 클럽에서의 경력

### 프로 데뷔, 그리고 데니즐리스포르
1999년 8월 30일에 카르탈스포르에서 프로 생활을 시작했다. 세 시즌 동안 카르탈스포르에서 뛴 후 괴즈테페와 데니즐리스포르에서 선수생활을 계속 했다. 괴즈테페를 2부리그에 올려놓는 데에 공을 세운 세르베트는 2002년, 데니즐리스포르에 이적한다. 데니즐리스포르에서의 활약은 지금의 세르베트로 성장 시켰는데 특히 2002-03 시즌에 데니즐리스포르의 UEFA 컵 예선, 프랑스에서 올랭피크 리옹을 상대로 보여주었던 활약은 올랭피크 리옹에서 세르베트를 원했을 정도로 굉장했었다.

### 페네르바흐체
2003-04 시즌 2003년 9월 1일 날짜로 쉬페르리그의 강 팀, 페네르바체 SK에 영입 되었고 2번의 리그 우승을 거머진다. 짧은 시간에 주전을 확보했고 결국 튀르키예 축구 국가대표팀에 들게 되었으나 부상으로 인한 악재로 국가대표에서 잊혀진다.
AC 밀란과의 챔피언스리그 경기 중 안드리 셰우첸코에게 4골이나 실점한 충격의 패배가 수비진의 실수로 이루어졌다는 판단하에 구단이 우루과이의 수비수 디에고 루가노와 브라질의 수비수 에두 드라세나를 영입하면서 세르베트의 자리는 점점 줄어갔고 결국 2006-07 시즌에 2년 계약에 시바스스포르에 영입되었다.

### 시바스스포르
2006-07 시즌에 시바스스포르가 활약한 이유에는 세르베트가 있었기 때문이었다. 시바스스포르에서 보여준 활약으로 이스탄불 빅 3팀들에게 다시 한번 관심을 받기 시작한다.
성실하며 파워 있고 기복이 없는 플레이로 인해 튀르키예 축구 국가대표팀에서 다시 한번 그를 뽑기 시작하였고 결국 한 시즌 만에 다시 이스탄불로 돌아와 2007-08 시즌 쉬페르리그의 빅 3팀이자 UEFA 컵을 우승한 경력도 있는 갈라타사라이 SK로 이적하였다.

### 갈라타사라이
2007-08 시즌, 팀의 주전 수비수였던 스테판 토마스의 러시아 리그 이적은 세르베트를 다시 이스탄불로 불러들이는 계기가 되었다. 그는 첫 시즌부터 카메룬 축구 국가대표팀의 실력있는 수비수인 리고베르 송과 함께 갈라타사라이의 주전 수비수로 자리매김 하게 되며 첫 시즌의 총 61경기 중 59경기를 선발출장하는 괴물 체력도 보여주었다. 팀 동료들에게 튀르키예 전통 민요인 튀르퀴 (Türkü) 듣기 좋아한다는 이유로 튀르퀴 바바(Türkü baba)라는 별명을 가지게 된 세르베트는 승부욕과 성실함, 그리고 실력을 두루두루 갖추어 갈라타사라이 SK의 팬들에게 가장 사랑받는 선수중 하나가 되었다.

## 국가대표에서의 경력
튀르키예 축구 국가대표팀에서의 첫 골은 2007년 9월 8일, 몰타와의 2-2로 끝난 경기에서 헤딩으로 득점하였다.
유로 2008에선 튀르키예를 준결승에 올려놓는데에 공을 세웠다.
튀르키예 축구 국가대표팀의 수비수인 세르베트 체틴은 자신과 똑같은 키(192 cm)인 수비수 괴칸 잔, 그리고 키가 191cm인 골키퍼, 볼칸 데미렐과 함께 장신 수비진을 구축하고 있으며 괴칸 잔과 함께 튀르키예 축구 국가대표팀에서의 환상의 활약을 보여주고 있다. 2009-10 시즌 괴칸 잔이 베식타시 JK에서 갈라타사라이 SK로 이적한 뒤 그들은 클럽 팀에서까지 콤비활약을 보여줄 수 있게 되었다.
국가대표팀에선 등번호 2번을 달고 있다.